# Cinnyris mediocris
Cinnyris mediocris là một loài chim trong họ Nectariniidae.